# 2539 Нінся
2539 Нінся (2539 Ningxia) — астероїд головного поясу, відкритий 8 жовтня 1964 року.
Тіссеранів параметр щодо Юпітера — 3,597.